# 全国高等学校ウエイトリフティング競技選抜大会
全国高等学校ウエイトリフティング競技選抜大会（ぜんこくこうとうがっこう―きょうぎせんばつたいかい）は、日本ウエイトリフティング協会主催、全国高等学校体育連盟主管で実施されるウエイトリフティング大会である。

## 概要
1985年に第1回開催。以来毎年3月に下旬に開かれている。当初は持ち回りであったが、第22回からは金沢市総合体育館での固定開催となっている。総務省・文部科学省の「スポーツ拠点づくり推進事業」にも承認されている。
夏のインターハイは男子のみで、女子は別大会であるのに対し、この大会は男女併催となっている。
なお2011年と2020年は中止。